# Paul Randles
 (mai 2009).
Si vous disposez d'ouvrages ou d'articles de référence ou si vous connaissez des sites web de qualité traitant du thème abordé ici, merci de compléter l'article en donnant les références utiles à sa vérifiabilité et en les liant à la section « Notes et références ».
Paul Randles (16 décembre 1965 à Seattle - 10 février 2003) est un auteur de jeux de société américain. 

## Biographie
Ses jeux ont été publiés en Europe avant de l'être aux États-Unis. Il avait travaillé chez Wizards of the Coast. Il est mort en 2003 d'un cancer du pancréas.

## Ludographie

### Avec Daniel Stahl
- La Crique des Pirates ou Piratenbucht, 2002 / 2003, Amigo / Days of Wonder

### AvecMike SelinkeretBruno Faidutti
- Key Largo, 2005, Tilsit